# Allofán

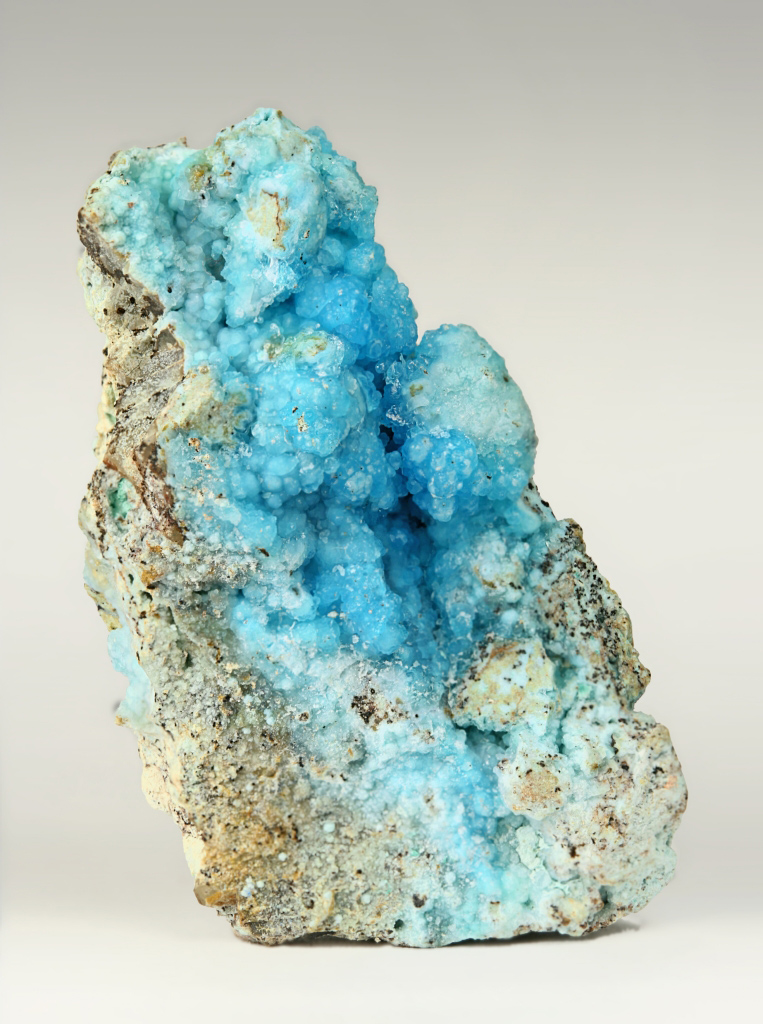
Alofán

Allofán je nekrystalický jílový minerál, vznikající zvětráváním allumosilikátového skla sopečných popelů, nebo krystalizací křemičitoalluminosolů. Vyznačuje se vysokou kationtovou výměnnou kapacitou. Váže humusové kyseliny a fosforečnanové anionty, adsorbuje a inaktivuje enzymy.